# Hemitrygon navarrae
Hemitrygon navarrae ist eine Stechrochenart und lebt im nordwestlichen Pazifik vor den Küsten des chinesischen Festlands und Taiwans.

## Merkmale
Hemitrygon navarrae erreicht eine Scheibenbreite von 38 cm bei einer Länge von bis zu 94 cm. Er hat eine rautenförmige Brustflossen-Scheibe, die etwas breiter als lang ist und zu den Seiten hin in engen Rundungen, zur Schnauze hin in einem spitzen Dreieck ausläuft. Der peitschenartige Schwanz trägt einen einzelnen Giftstachel. Die Oberseite ist schokoladenbraun, die Unterseite ist rohweiß.

## Lebensweise
Der Rochen lebt im Golf von Bohai sowie im Gelben und Ostchinesischen Meer an Küsten und in Flussmündungen, wie etwa der des Gelben Flusses. Über seine Lebensweise ist wenig bekannt. Er ist vermutlich ovovivipar, wie die meisten Arten der Gattung. Häufig wird er als Beifang von Baumkurren-Fischern eingebracht und vor allem in China vermarktet, gilt aber als minderwertig. Bestandszahlen liegen praktisch keine vor, weshalb sein Gefährdungsstatus von der IUCN mit DD (Daten Defizit) bewertet wird.

## Systematik
Die Rochenart wurde im Jahr 1892 durch den deutschen Ichthyologen Franz Steindachner unter der wissenschaftlichen Bezeichnung Trygon navarrae beschrieben, später dann der Gattung Dasyatis zugeordnet. Bei einer Mitte 2016 erfolgten Revision der Dasyatidae wurde die Art in die Gattung Hemitrygon gestellt.